# 興東邨
興東邨（英語：Hing Tung Estate）是香港的公共屋邨，分別位於香港島東區西灣河，柏架山北麓，於1996年開始入伙。
東熹苑（英語：Tung Hei Court、東霖苑（英語：Tung Lam Court）及東欣苑（英語：Tung Yan Court）是鄰近興東邨的居者有其屋計劃屋苑。當中東霖苑4至38樓為居者有其屋計劃屋苑；而一至三樓則為出租的公屋單位。
興東邨與鄰近耀東邨所在地前身均為木屋區，於興東邨現址的包括成安村、聖十字徑村、澳貝龍村等。在1987年，港府收地並且興建了耀東邨及興東邨，而居民獲安排遷往黃大仙竹園北邨、沙田顯徑邨或柴灣常安臨時房屋區。兩邨由耀興道連接至筲箕灣及西灣河。
值得一提是，按照原來規劃，興東邨原先會興建8幢Y4型大廈，不過當時適逢和諧式大廈設計發表，而改為興建上述大廈。

## 簡介

### 興東邨
原名為「慶東邨」，位於西灣河半山，項目編號為HK10NR，為興東邨第2期，前身為橫坑村木屋區，房委會於1996年1月將興東邨第2期首次透過試驗性的「自選單位計劃」把單位編配給受柴灣邨9至12座重建影響的租戶，讓他們自行揀選合適的居住單位，並於同年開始入伙。
本屋邨設有3座公屋大廈，房委會於1997年將原本為興東邨第3期的興欣樓劃為居屋東霖苑，當中4至38樓單位用作居屋出售，而地下至3樓單位則保留作弱智兒童學校暨宿舍及長者住屋（部份長者住屋已於2011年起改裝為一般公屋單位），屬出租公屋單位。
該部份屬於房委會物業，並由興東邨（創毅物業顧問服務有限公司）負責管理， 其餘的居屋部分在2024年年初開始 改為置邦物業管理有限公司負責管理。
東霖苑是全港首個設有一人單位的居屋屋苑，亦是全港唯一一個設有長者單位的居屋屋苑，以及全港唯一一座於同一大廈內設有出租公屋以及居者有其屋的樓宇。
1998年興東邨第四期的興真樓及興善樓也選為居屋出售，成為居屋東欣苑，分別由1幢35層高和諧一型及1幢26層高的和諧三型大廈所組成。由於東欣苑各座1-4樓部份單位作為多層停車場，該部份屬於房委會物業，並由房委會負責管理，其他地方則作為居屋用途，同時屋苑設有1座升降機大樓連接行人天橋通往東霖苑，由業主立案法團負責管理。現在之管理公司為威格斯物業管理有限公司。東欣苑為港島區唯一一個建有和諧3型大廈的居屋屋苑。

### 東熹苑
東熹苑是位於興東邨西南的居屋屋苑，為興東邨第1期，前身為成安村、聖十字徑村和澳貝龍村木屋區，於1995年開始入伙，本屋苑設有4座大廈，由佳定物業管理有限公司負責管理。屋苑設有一個多層停車場，與升降機大樓連接，通往興東商場，當中多層停車場曾由領展負責管理，而升降機大樓則由興東邨負責管理。
2014年5月，林子峰以7,290萬港元向領展購入東熹苑停車場及商鋪，有關商鋪由幼稚園租用。同年12月，林子峰拆售東熹苑停車場，估計可套現最少1億港元，單計車位部分已較整批物業購入價升值超過四成。

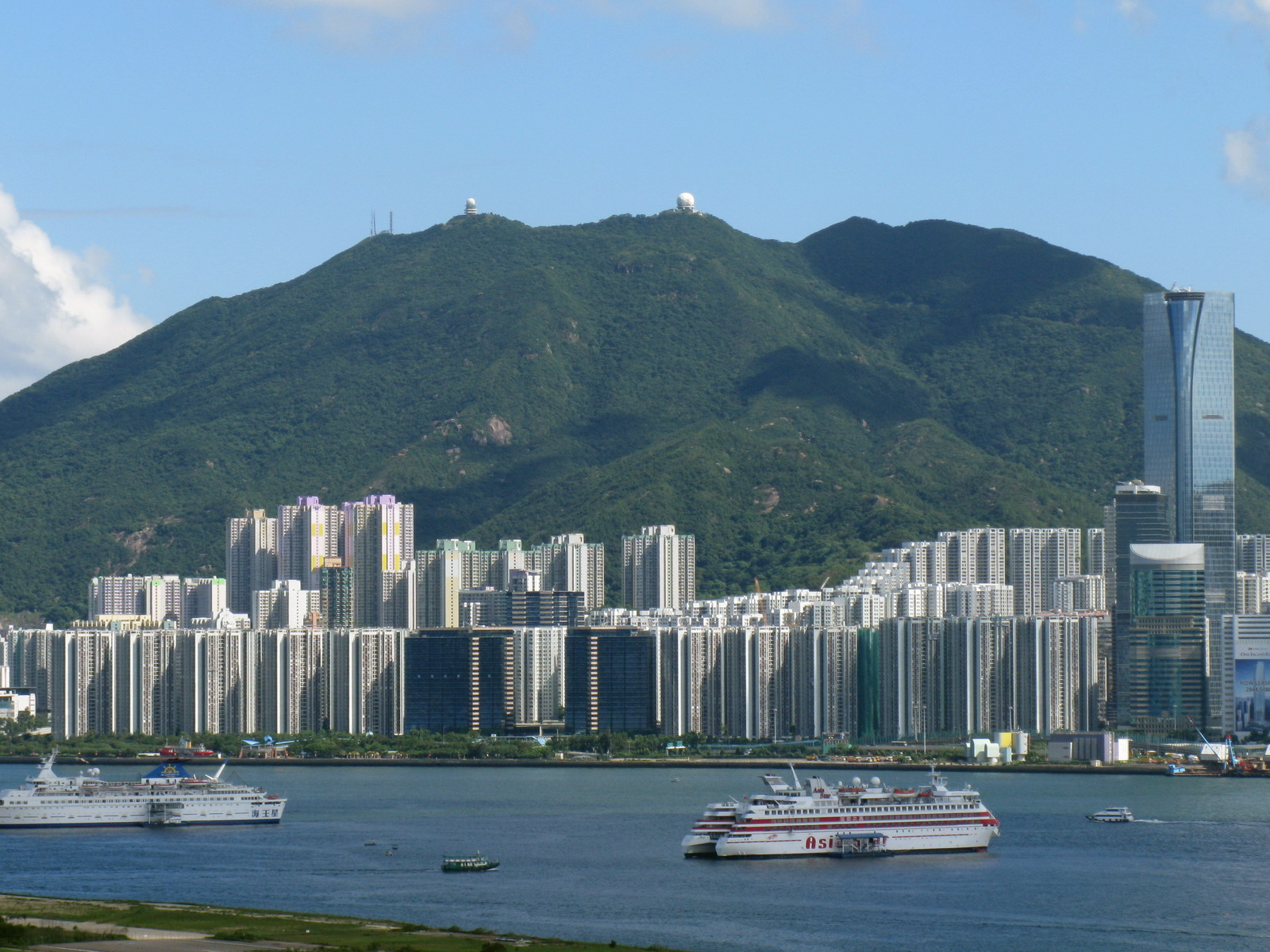
圖中紫色屋頂為耀東邨、左方黃色屋頂為東駿苑、綠色屋頂為興東邨、右方白色屋頂為東熹苑（2008年7月）
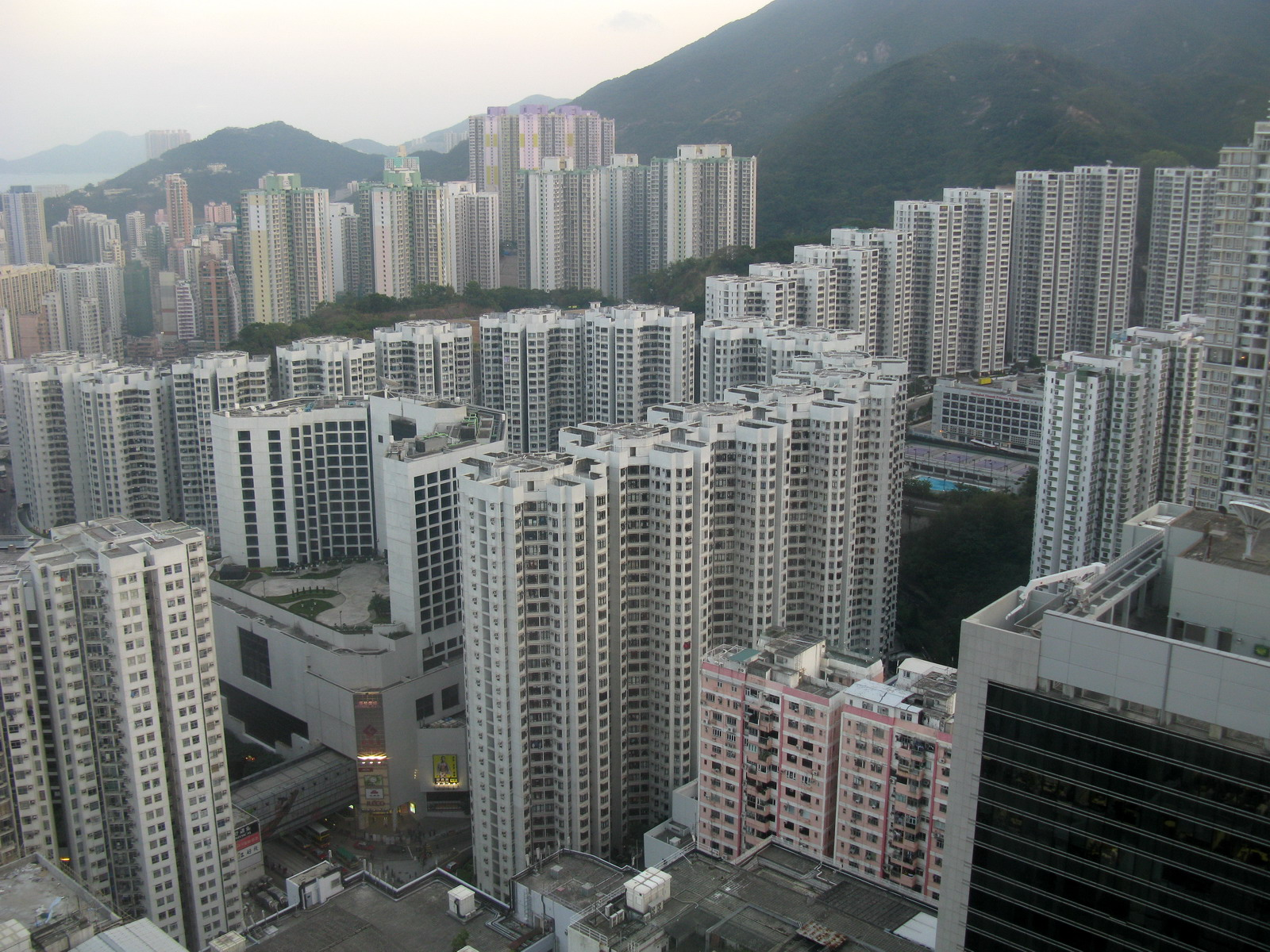
從港島東中心遠眺興東邨（綠色屋頂建築），可見康怡花園（中央多座白色建築）與東熹苑（攝於2008年12月）

## 屋邨資料

### 樓宇

#### 興東邨
| 樓宇名稱（座號） | 門牌號碼   | 樓宇類型                  | 落成年份 | 層數 | 每層伙數 | 每座單位總數（伙） | 承建商   | 提供升降機的廠商  | 期數 |
| ---------------- | ---------- | ------------------------- | -------- | ---- | -------- | ------------------ | -------- | ----------------- | ---- |
| 興豐樓（E座）    | 耀興道53號 | 和諧一型第二款 （第一代） | 1996年   | 38   | 18       | 684                | 金門建築 | 通力 TMS-600 VVVF | 2    |
| 興祖樓（F座）    | 耀興道53號 | 和諧一型第二款 （第一代） | 1996年   | 38   | 18       | 684                | 金門建築 | 通力 TMS-600 VVVF | 2    |
| 興康樓（G座）    | 耀興道53號 | 和諧一型第二款 （第一代） | 1996年   | 38   | 18       | 684                | 金門建築 | 通力 TMS-600 VVVF | 2    |

（因為發展計劃內的A、B、C、D、H、I及J座已經轉作居者有其屋計劃屋苑的關係，故此略去部份座號。上述座號是以房屋署Estate Property的記錄為依歸。）
此外，興東邨所有樓宇的粉飾工程在2008/09年度展開，由德材建築負責。

#### 東霖苑
| 樓宇名稱 | 門牌號碼   | 樓宇類型                  | 落成年份 | 層數 | 每層伙數                                      | 單位總數（伙）                 | 承建商 | 提供升降機的廠商  | 期數 |
| -------- | ---------- | ------------------------- | -------- | ---- | --------------------------------------------- | ------------------------------ | ------ | ----------------- | ---- |
| 東霖苑   | 耀興道63號 | 和諧一型第五款 （第二代） | 1997年   | 38   | 20（1-3、5-13、20-38樓） 19（19樓） 18（4樓） | 697（居屋部份） 60（公屋部份） | 新福港 | 通力 TMS-600 VVVF | 3    |

#### 東欣苑
| 樓宇名稱（座號） | 門牌編號   | 樓宇類型                      | 落成年份 | 層數 | 每層伙數 | 單位總數（伙） | 承建商 | 提供升降機的廠商    | 期數 |
| ---------------- | ---------- | ----------------------------- | -------- | ---- | -------- | -------------- | ------ | ------------------- | ---- |
| 歡欣閣（A座）    | 耀興道68號 | 和諧一型第五款 （第三代）     | 1998年   | 36   | 20       | 681            | 新福港 | 奧的斯 MCS-321 VVVF | 4    |
| 榮欣閣（B座）    | 耀興道68號 | 和諧3A型第二及三款 （第三代） | 1998年   | 27   | 15       | 369            | 新福港 | 奧的斯 MCS-321 VVVF | 4    |

#### 東熹苑
| 樓宇名稱（座號） | 門牌號碼   | 樓宇類型                  | 落成年份 | 層數 | 每層伙數 | 每座單位總目（伙） | 承建商   | 提供升降機的廠商           | 期數 |
| ---------------- | ---------- | ------------------------- | -------- | ---- | -------- | ------------------ | -------- | -------------------------- | ---- |
| 景熹閣（A座）    | 耀興道38號 | 和諧一型第三款 （第一代） | 1995年   | 38   | 16       | 608                | 中國建築 | 英國通用電氣-捷運 QVT VVVF | 1    |
| 逸熹閣（B座）    | 耀興道38號 | 和諧一型第三款 （第一代） | 1995年   | 38   | 16       | 608                | 中國建築 | 英國通用電氣-捷運 QVT VVVF | 1    |
| 華熹閣（C座）    | 耀興道38號 | 和諧一型第三款 （第一代） | 1995年   | 38   | 16       | 608                | 中國建築 | 英國通用電氣-捷運 QVT VVVF | 1    |
| 耀熹閣（D座）    | 耀興道38號 | 和諧一型第三款 （第一代） | 1995年   | 38   | 16       | 608                | 中國建築 | 英國通用電氣-捷運 QVT VVVF | 1    |

## 屋苑設施

### 幼稚園
已結束/遷出
- 聖文嘉中英文幼稚園（興東）（1996年創辦）（位於興東邨興豐樓地下）
- 青松興東幼稚園（1996年創辦）（位於興東邨興祖樓地下，已遷往東涌裕雅苑並更名為青松裕雅幼稚園）
- 伊斯蘭徐錦享紀念幼稚園（1996年創辦）（位於東熹苑景熹閣地下）

### 小學
- 中華基督教會基灣小學（1970年創辦）

### 中學
- 香港中國婦女會中學（1978年創辦）

### 長者鄰舍中心
- 香港西區婦女福利會關啟明紀念松鶴老人中心  （位於興東邨興康樓地下）

### 商場
- 興東商場

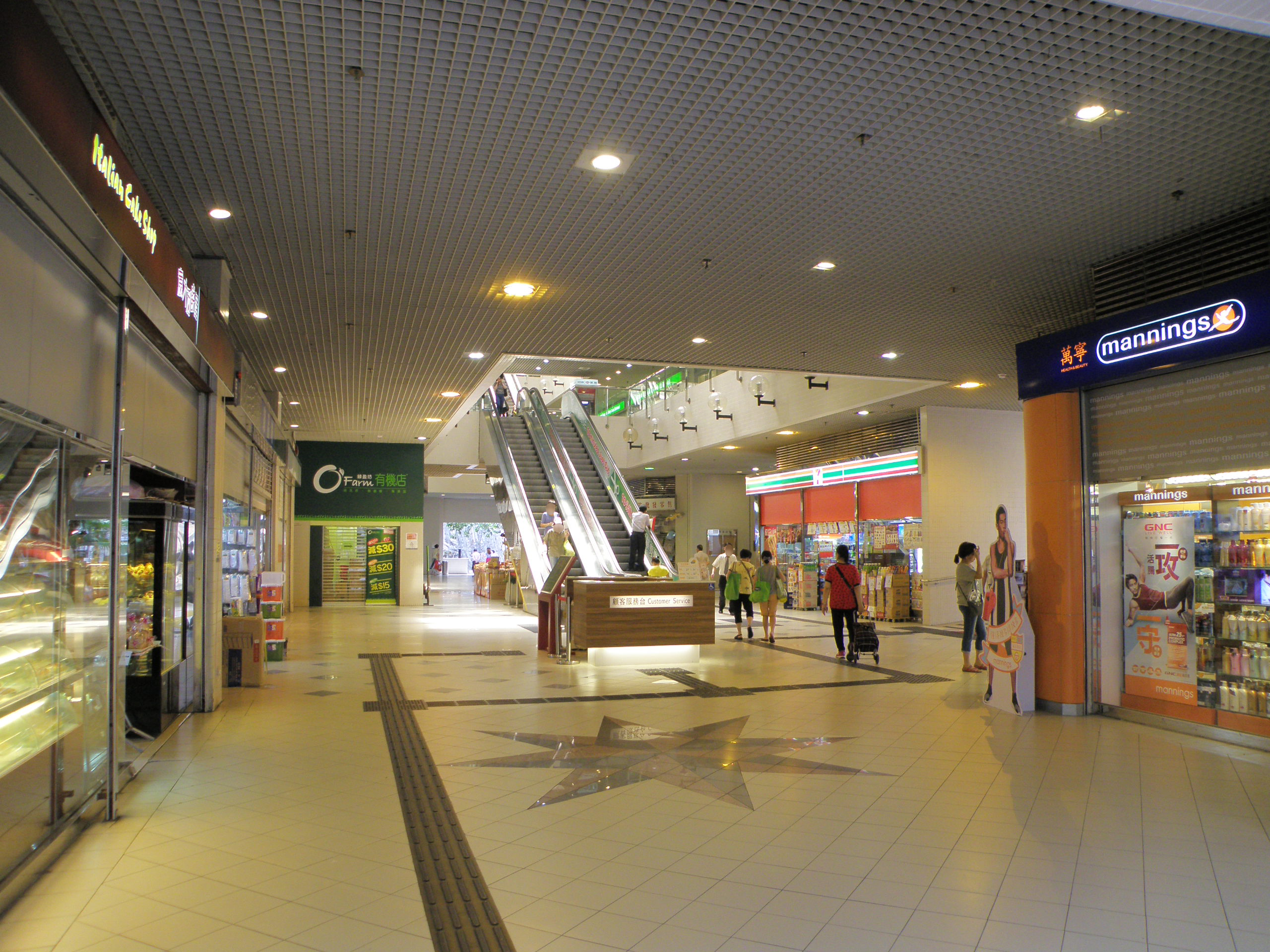
興東商場地下
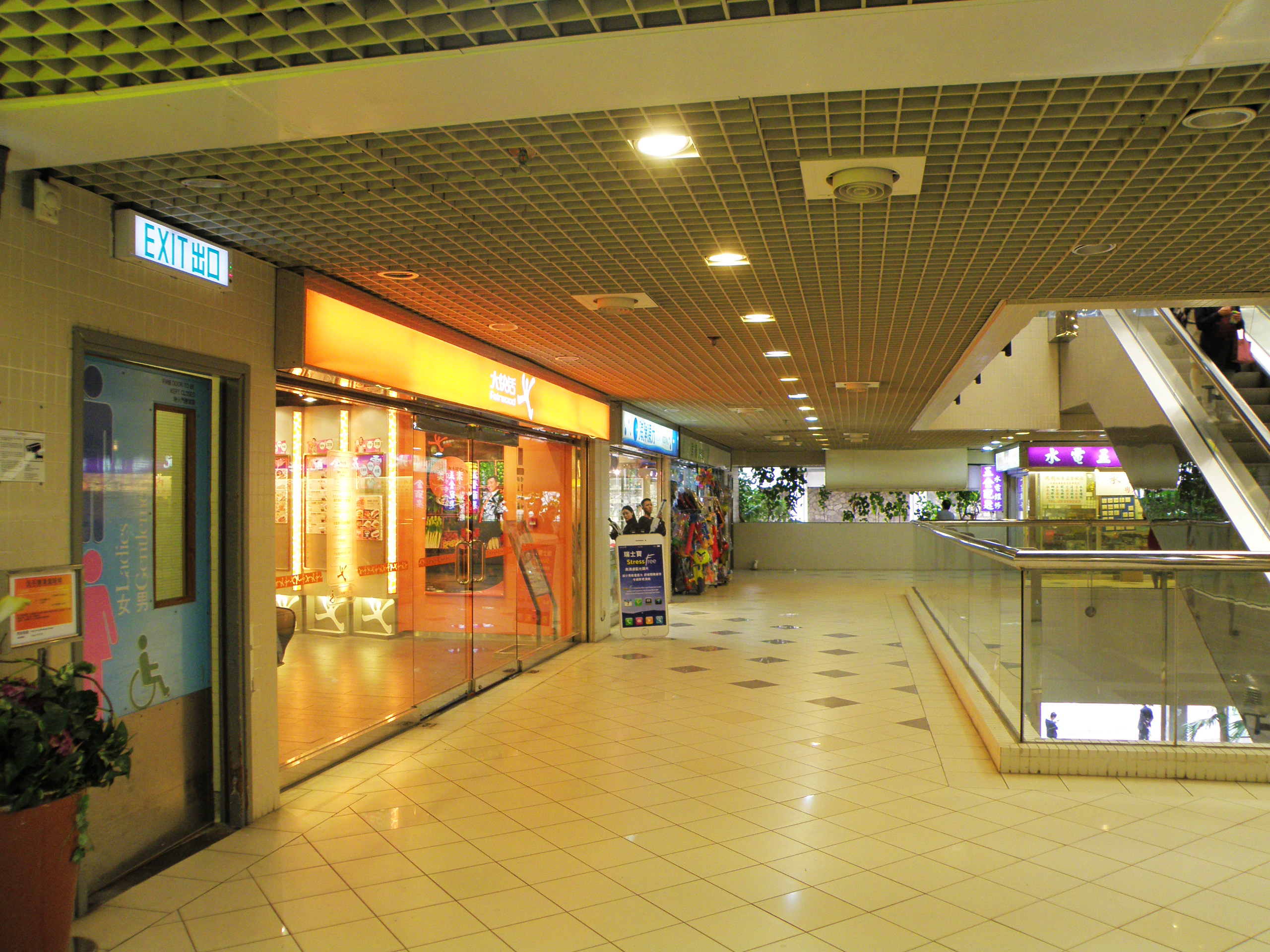
興東商場1樓
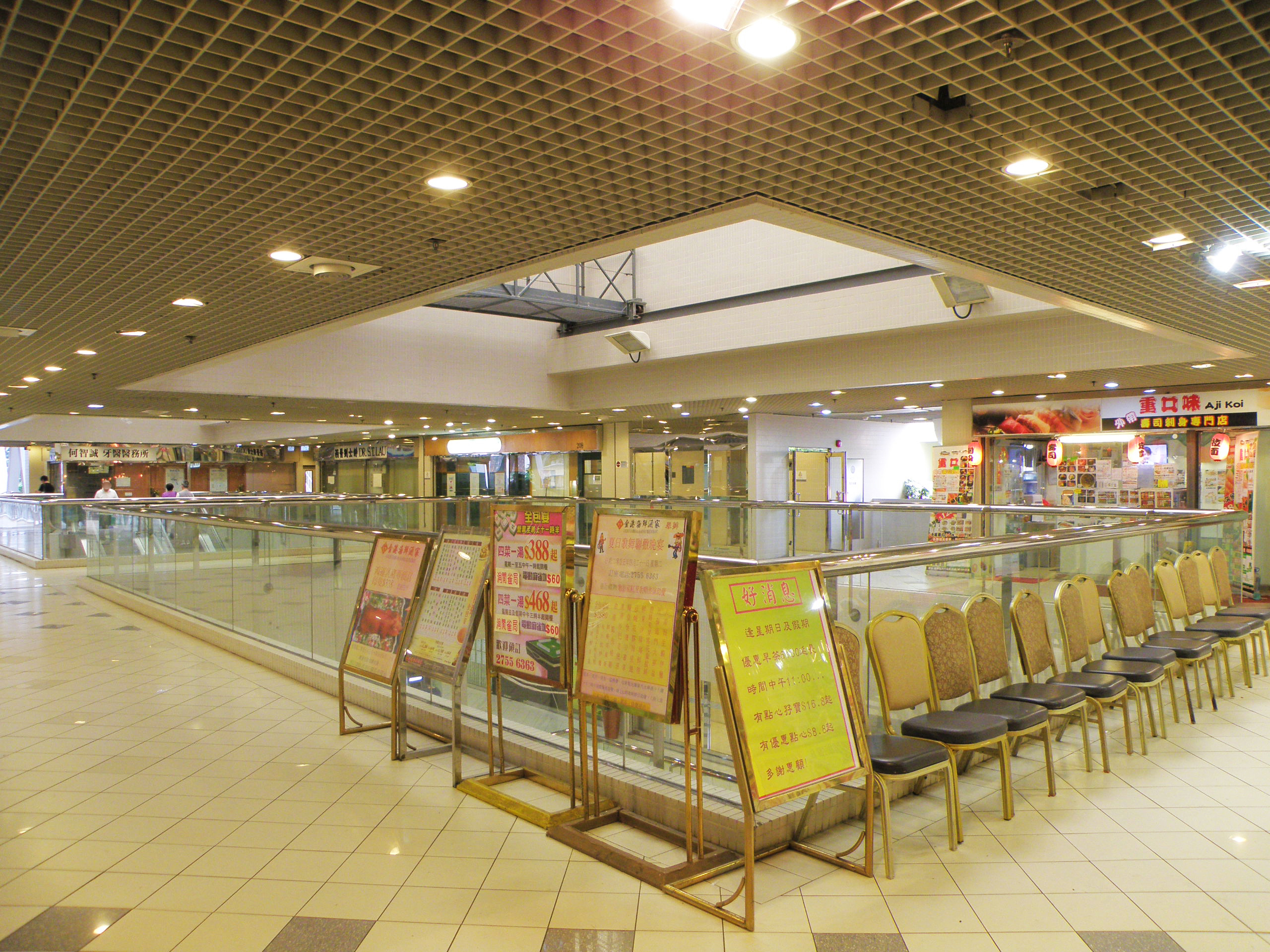
興東商場2樓北面
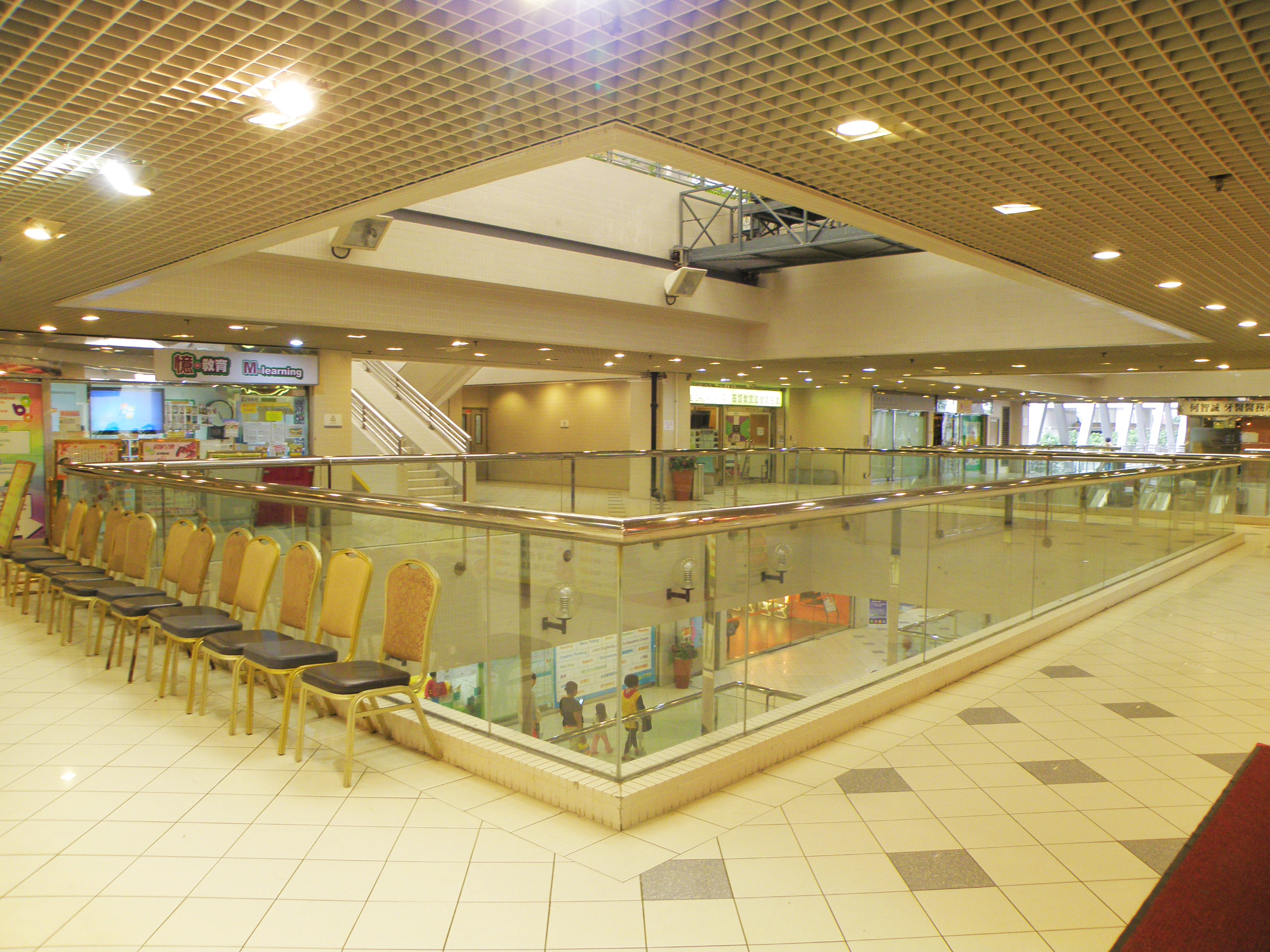
興東商場2樓南面
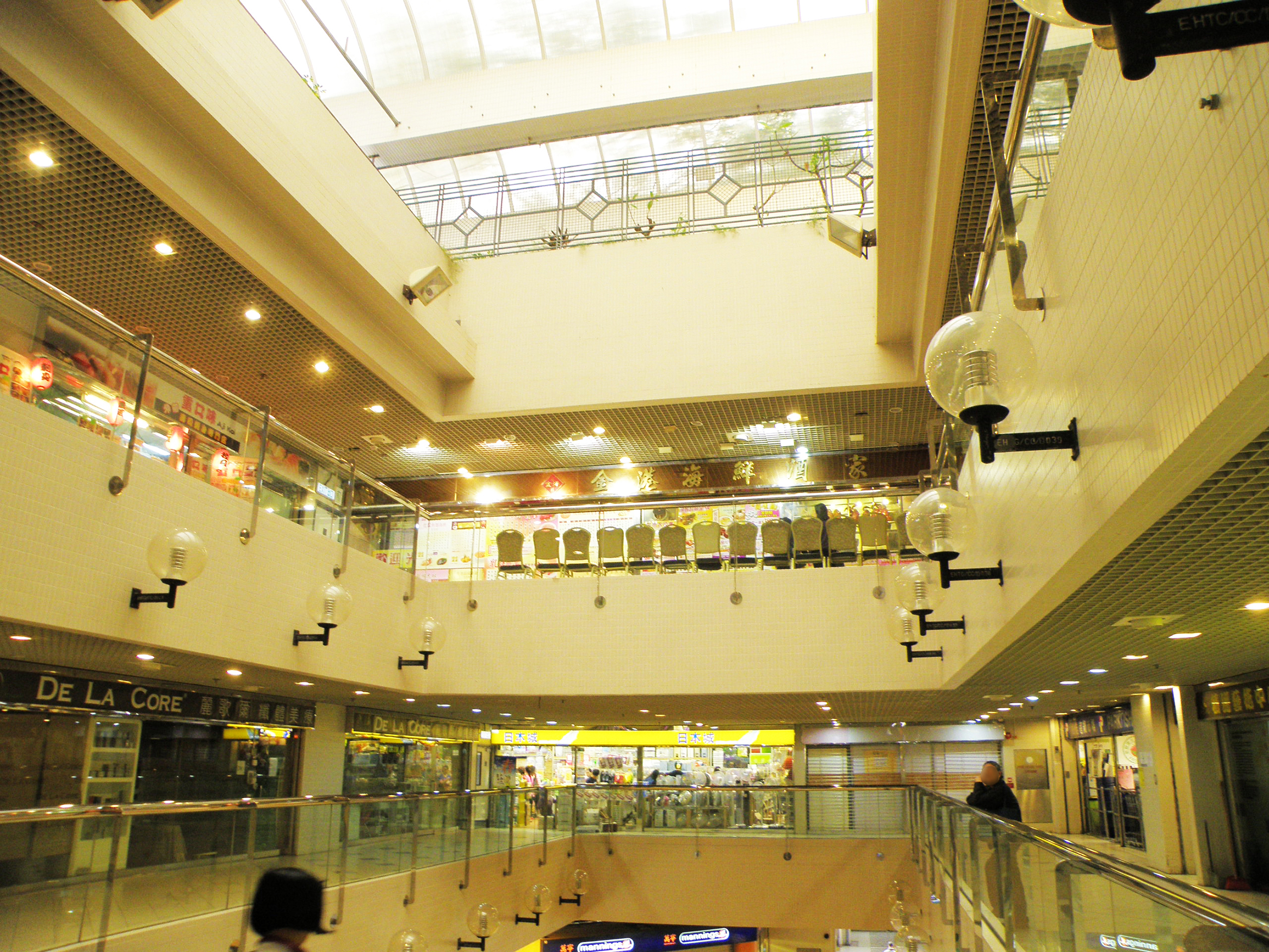
興東商場中庭

### 其他設施

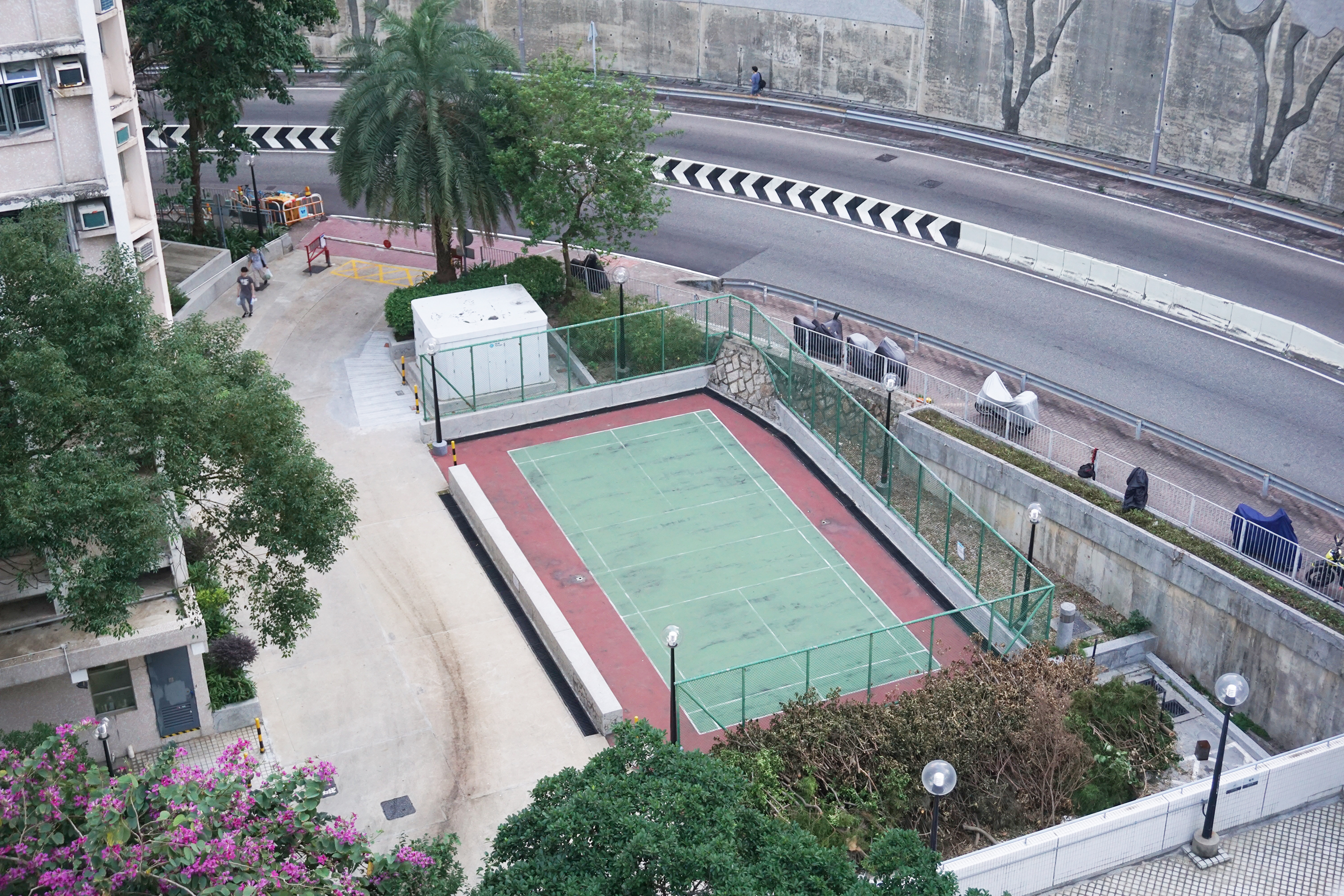
東霖苑羽毛球場
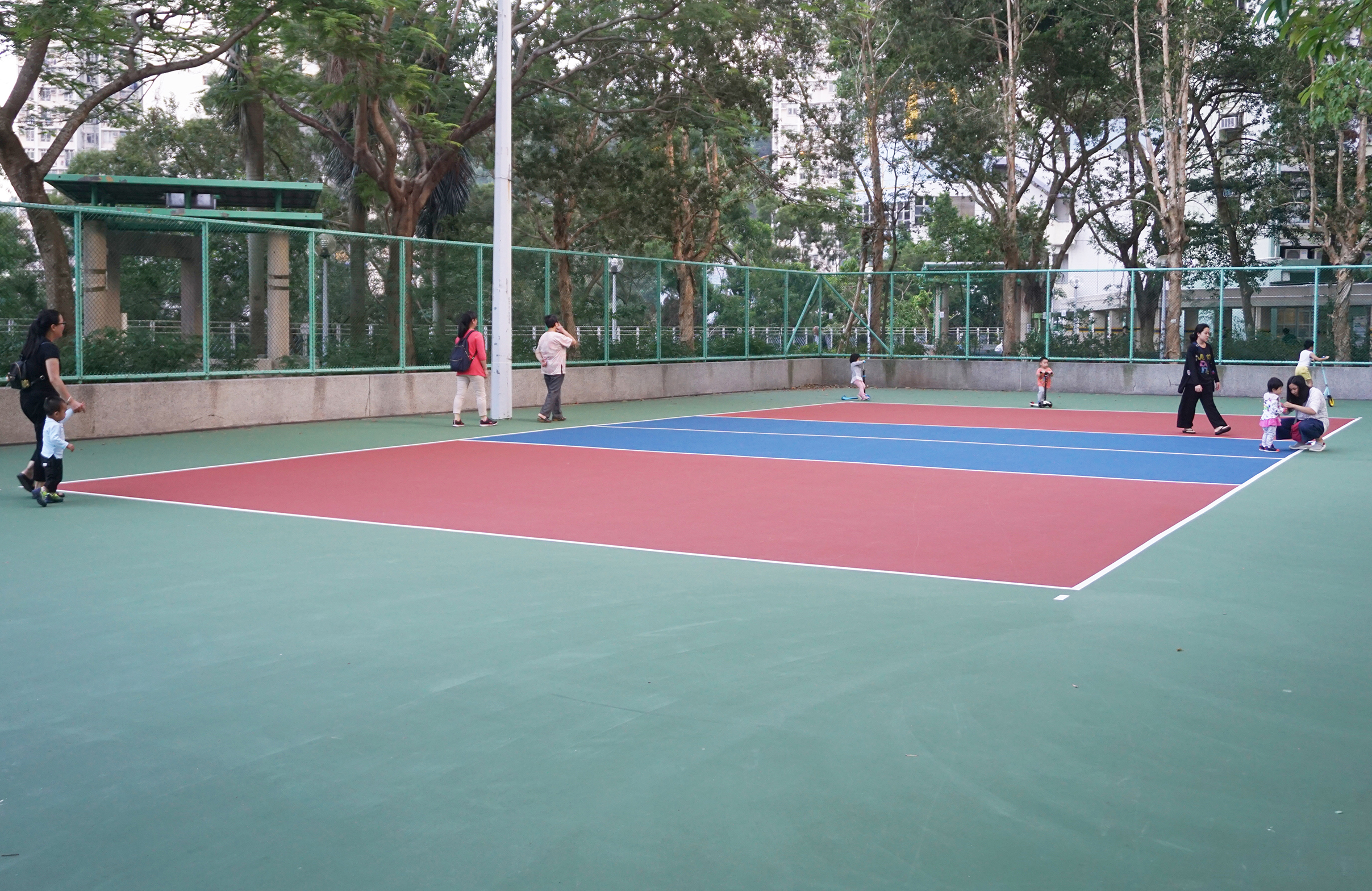
興東邨排球場
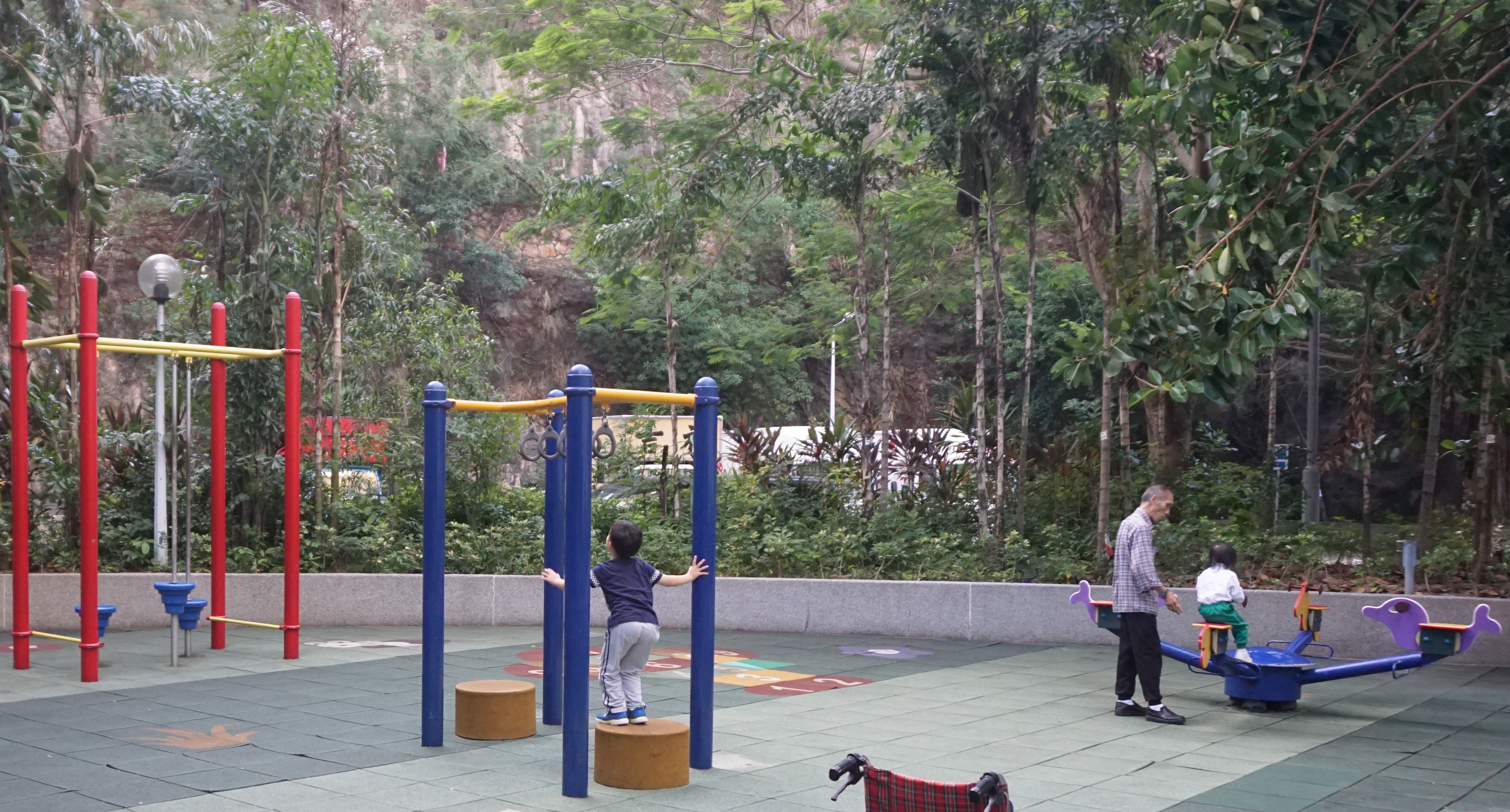
興東邨吊環、跳飛機及搖搖板
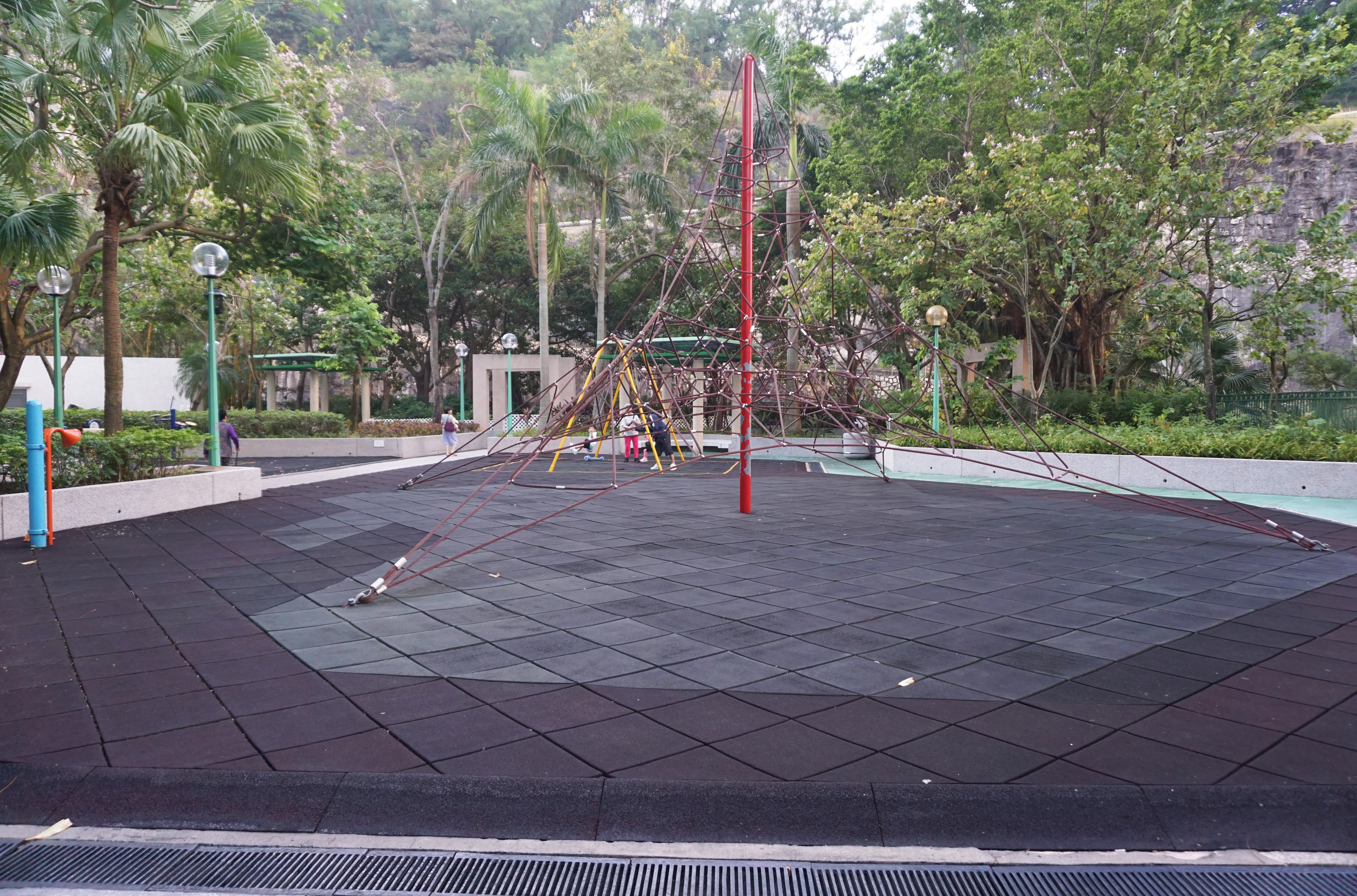
東熹苑傳聲筒、攀爬繩網及鞦韆
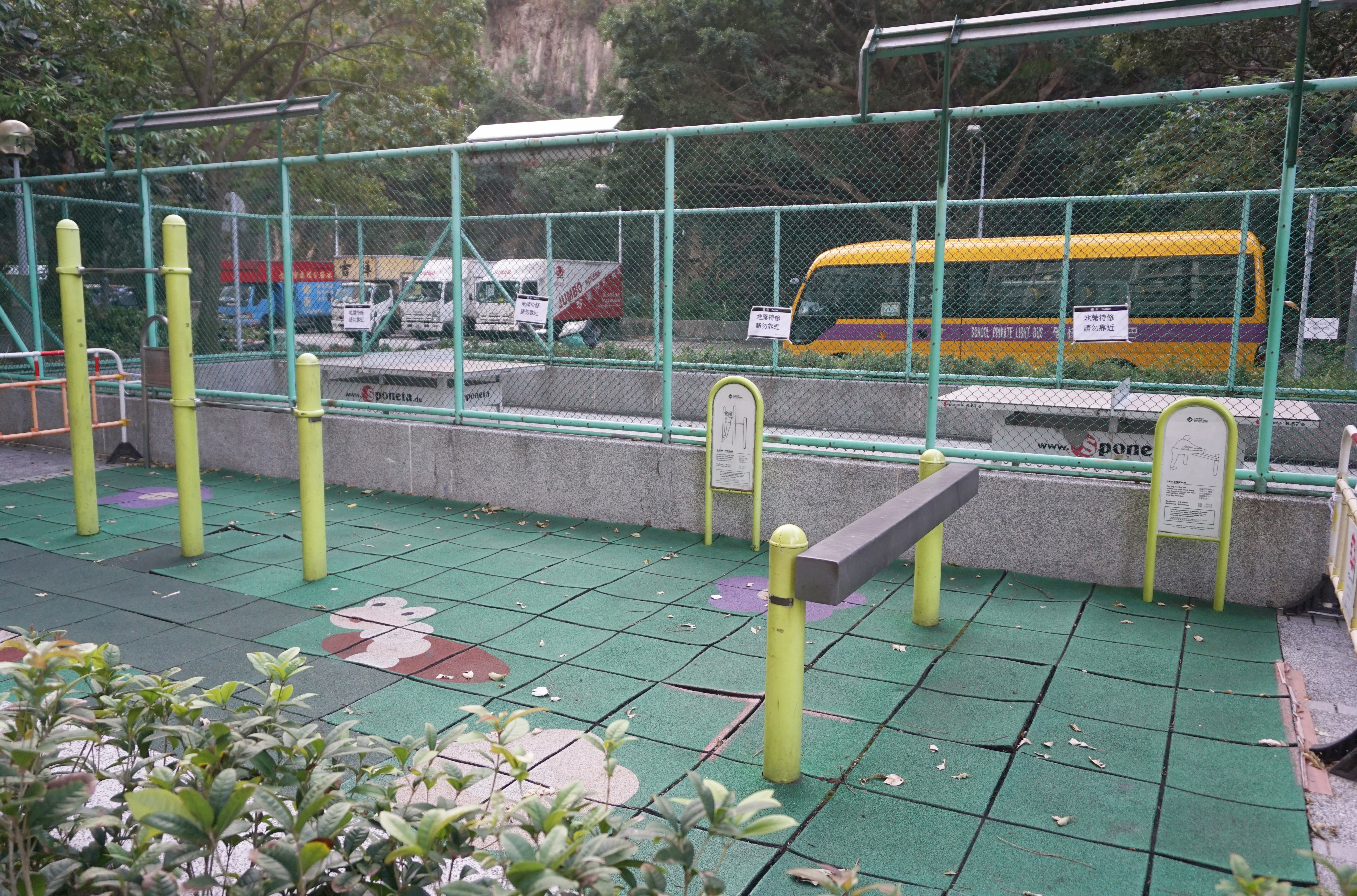
興東邨健體區及乒乓球枱
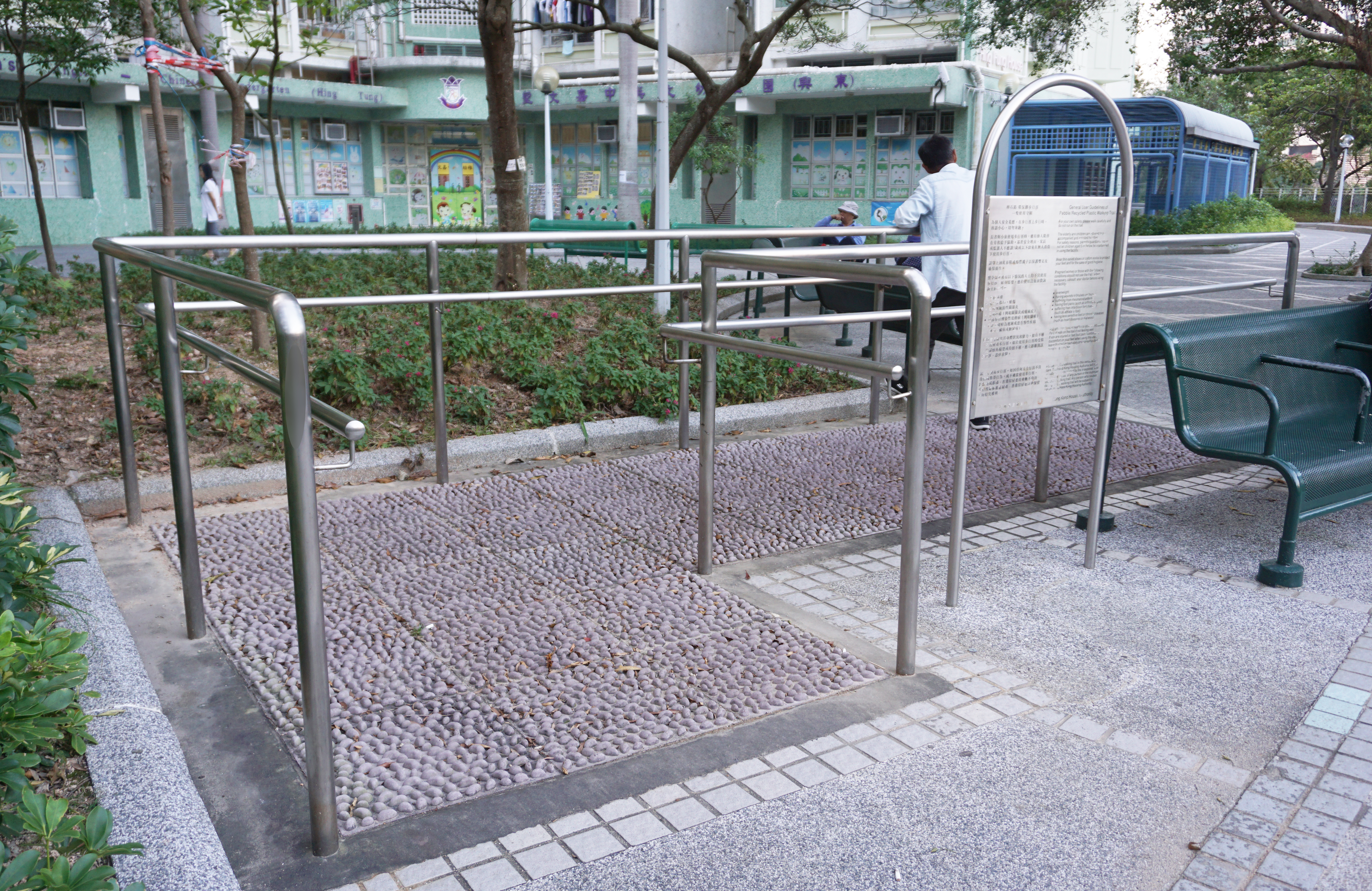
興東邨卵石路步行徑
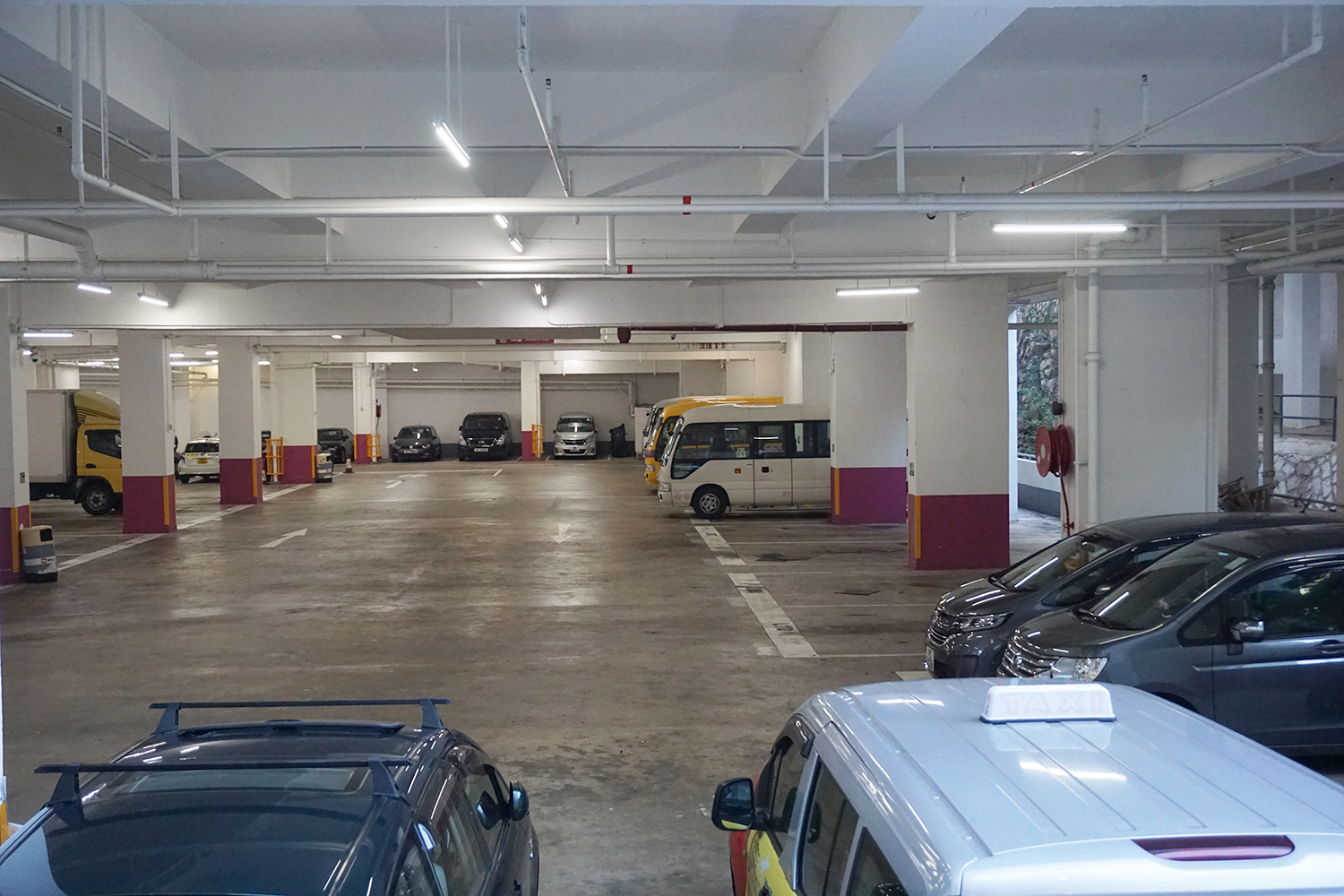
興東邨停車場，樓底較高

## 事件
2023年1月9日下午，興祖樓一個單位發生火警，單位內一名51歲男戶主死亡，警方指其屍體因嚴重燒焦而一度未能確認性別，而調查後相信死者當時在床上吸煙而引致火警，初步沒有可疑。據悉死者生前有吸煙習慣，其單位曾經在2018年2月發生火警，死者自行救熄煙灰盅並報警。而鄰居稱死者經常飲啤酒及常出入醫院，形容行為古怪。

## 電視拍攝
- 1997年房委會〈認識你的權利和責任〉廣告在此取景[18]

## 區議會議席分布
| 年度/範圍                      | 2000-2003 | 2003-2007 | 2008-2011 | 2012-2015 | 2016-2019 | 2020-2023 |
| ------------------------------ | --------- | --------- | --------- | --------- | --------- | --------- |
| 興東邨、東熹苑、東霖苑、東欣苑 | 興東選區  | 興東選區  | 興東選區  | 興東選區  | 興東選區  | 興東選區  |

## 外部連結
- 房委會：興東邨簡介 （页面存档备份，存于）
- 房委會：東熹苑簡介 （页面存档备份，存于）
- 房委會：東霖苑簡介 （页面存档备份，存于）
- 房委會：東欣苑簡介 （页面存档备份，存于）
- 香港地方 - 九十年代尾公共屋邨 （页面存档备份，存于）
- 香港地方 - 居者有其屋屋苑(三) （页面存档备份，存于）
- 香港地方 - 消失了的地方 （页面存档备份，存于）